# Word of Mouth
Word of Mouth är ett musikalbum av The Kinks som gavs ut 1984 av skivbolaget Arista Records. Detta var gruppens tjugonde studioalbum och det sista de gjorde för Arista. Det blev inte lika populärt som det föregående albumet State of Confusion. Låten "Do It Again" var albumets huvudsingel och blev en mindre framgång, men även "Good Day" och "Summer's Gone" släpptes som singlar i utvalda länder. 

## Låtlista
(låtar utan agiven upphovsman skrivna av Ray Davies)
1. "Do It Again" - 4:14
2. "Word of Mouth" - 3:51
3. "Good Day" - 4:35
4. "Living on a Thin Line" (Dave Davies) - 4:16
5. "Sold Me Out" - 3:44
6. "Massive Reductions" - 3:15
7. "Guilty" (Dave Davies)	4:12
8. "Too Hot" - 4:08
9. "Missing Persons" - 2:53
10. "Summer's Gone" - 3:52
11. "Going Solo" - 3:58

## Listplaceringar
- Billboard 200, USA: #57[1]
- Sverigetopplistan, Sverige: #50[2]